# Riuttajärvi
Riuttajärvi är en sjö i kommunen Ylöjärvi i landskapet Birkaland i Finland. Sjön ligger 159,8 meter över havet. Arean är 73 hektar och strandlinjen är 6,61 kilometer lång. Sjön  ingår i Kumo älvs huvudavrinningsområde.   Den ligger omkring 59 km norr om Tammerfors och omkring 220 km norr om Helsingfors. 
I sjön finns öarna Pitämäsaari, Kaakkokari, Selkäkari och Mertasaari. 